# حجي عمر
حجي عمر هو سياسي باكستاني، ولد في 1951، وتوفي في 26 أكتوبر 2008.